# Puerta Bab al-Mardum
A Porta Bab al-Mardum, ou Porta de Valmardón, é um portão da cidade de Toledo, Espanha. Foi construído no século X e é um dos portões mais antigos da cidade. Seu nome 'mardum' em árabe significa 'bloqueado'. Talvez porque a sua função foi assumida pela Porta do Sol. O nome espanhol Valmardón é uma imitação fonética grosseira do árabe.' Mesquita Bab al-Mardum ' é outro nome para a vizinha Mesquita de Cristo da Luz.